# Nicol Gastaldi
Nicol Gastaldi (Piove di Sacco, 16 de febrero de 1990) es una esquiadora alpina italo-argentina.

## Biografía
Nació en Italia, hija de padre argentino y madre italiana. Durante muchos años su familia pasó diversas temporadas entre Europa y Sudamérica, debido a que su padre era instructor de esquí. Posteriormente, se radicaron definitivamente en San Carlos de Bariloche, provincia de Río Negro, en la Patagonia Argentina.
Su hermano menor Sebastiano Gastaldi también es esquiador alpino.

## Carrera deportiva
Comenzó a practicar esquí a los tres años por influencia de su padre.
En 2007 y 2010 sufrió de lesiones en el ligamento cruzado anterior de la rodilla izquierda.
Es campeona argentina y bicampeona sudamericana de eslalon gigante. Paralelo a su entrenamiento, trabaja como instructora de esquí.

### Campeonatos mundiales
Participó en los Campeonatos Mundiales de Esquí Alpino de 2009, celebrados en Val-d'Isère, Francia; de 2013, celebrados en Schladming, Austria; de 2015, celebrados en Vail, Estados Unidos; y de 2017, celebrados en Sankt Moritz, Suiza. Participó sin finalizar en los eventos de eslalon, mientras que en eslalon gigante quedó en el 57.º lugar en 2015 y el 51.º en 2017.

### Vancouver 2010
Participó en los Juegos Olímpicos de Invierno de 2010, celebrados en Vancouver, Canadá. Compitió en esquí alpino en los eventos de eslalon femenino y eslalon gigante femenino, al acceder a las cinco plazas otorgadas por la Federación Internacional de Esquí. En este último evento quedó en el 48.º lugar, con un tiempo de 2:43.78; mientras que en el primero no logró finalizar.

### Pyeongchang 2018
En los Juegos Olímpicos de Invierno de 2018, celebrados en Pyeongchang, Corea del Sur, volverá a competir en esquí alpino, en los eventos de eslalon femenino y eslalon gigante femenino. Logró acceder junto con su hermano, gracias a las plazas otorgadas por la Federación Internacional de Esquí a la Federación Argentina de Ski y Andinismo, las cuales buscaban garantizar la representatividad de las naciones y el género.